# Nová Ves (Čížová)
Nová Ves je malá vesnice, část obce Čížová v okrese Písek v Jihočeském kraji. Nachází se asi jeden kilometr severně od Čížové. Nová Ves leží v katastrálním území Nová Ves u Čížové o rozloze 6,27 km². V katastrálním území Nová Ves u Čížové leží i Čížová.

## Historie
První písemná zmínka o vesnici pochází z roku 1560.

## Obyvatelstvo
| Rok            | 1869 | 1880 | 1890 | 1900 | 1910 | 1921 | 1930 | 1950 | 1961 | 1970 | 1980 | 1991 | 2001 | 2011 | 2021 |
| -------------- | ---- | ---- | ---- | ---- | ---- | ---- | ---- | ---- | ---- | ---- | ---- | ---- | ---- | ---- | ---- |
| Počet obyvatel | 160  | 216  | 202  | 186  | 175  | 154  | 131  | 110  | 133  | 105  | 66   | 51   | 57   | 59   | 96   |
| Počet domů     | 23   | 28   | 28   | 30   | 28   | 28   | 32   | 33   | 32   | 30   | 27   | 20   | 35   | 35   | 42   |

## Obecní správa
Při sčítání lidu v letech 1850–1959 Nová Ves byla samostatnou obcí v okrese Písek. Od roku 1960 je částí obce Čížová v okrese Písek. V letech 1850–1870 k obci patřily Borečnice a v letech 1850–1920 také Zlivice.

## Pamětihodnosti
- Zvonice (dvoják) se nalézá u rybníka Nesejd. Zvonice nese datace 1955 a 1995.
- V lese poblíž vesnice se nachází kamenný smírčí kříž jetelového typu.[8] Přesná lokalizace není z pochopitelných důvodů uvedena. Popis cesty: od křižovatky Nová Ves, Křešice, k Čížovské hájovně, pak směrem k Červené hájovně, u Prostřeleného dubu odbočit vlevo a pak Sokolskou alejí. Rozměry kříže: výška šedesát centimetrů, šířka 48 centimetrů, síla třináct centimetrů.[8]
- U odbočky směrem k Bošovicům čp. 21, čp. 44 a čp. 45 je umístěný kovový kříž na kamenném podstavci. Nápis na kříži: Pochválen buď Pán Ježíš Kristus. Věnuje Alžběta Merglová z Čížové.[9]
- Vedle zvonice se nachází kovový kříž na kamenném podstavci. [9]

## Pověst
Na tomto místě se z nešťastné lásky zastřelil místní myslivec.

## Galerie

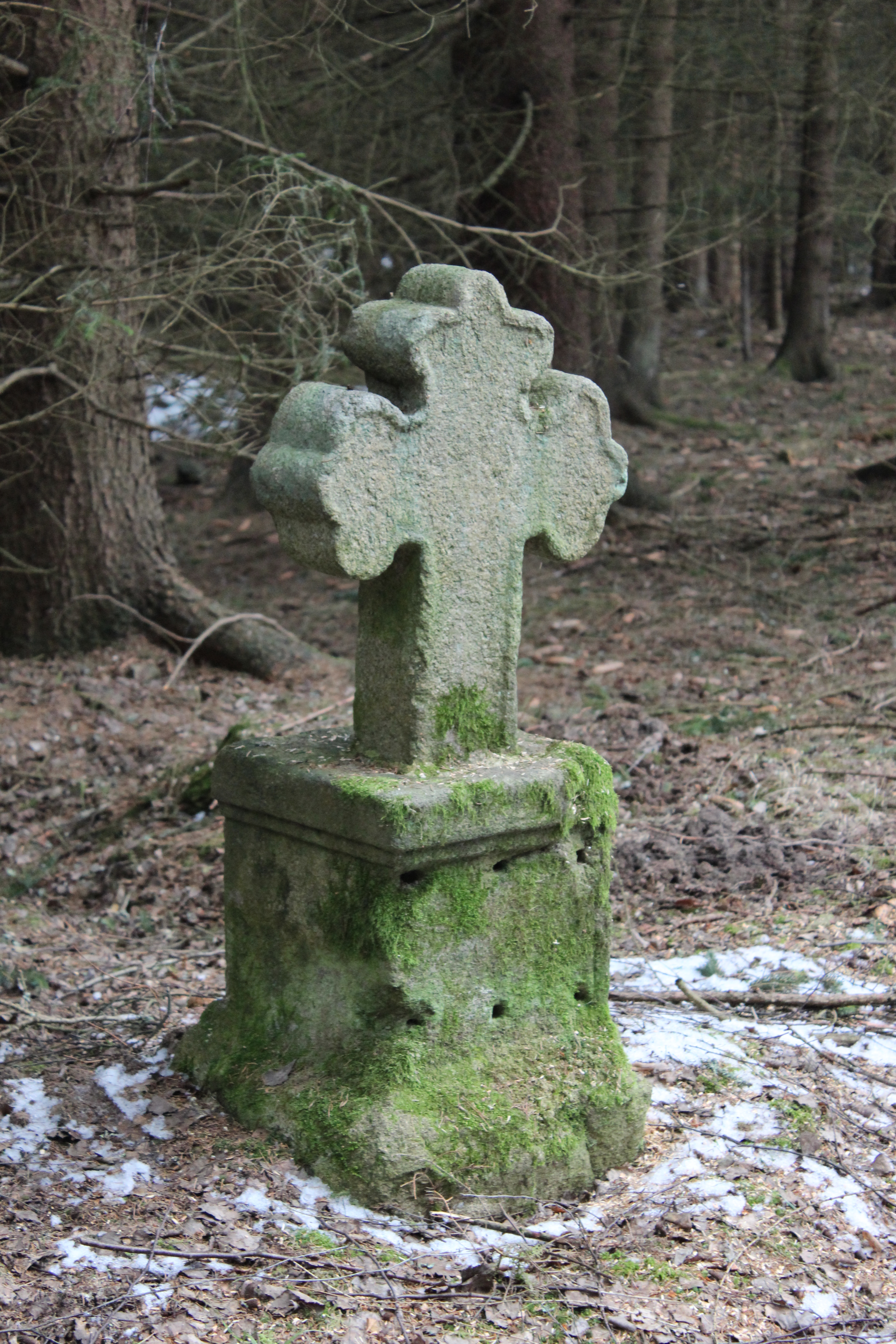
Smírčí kříž
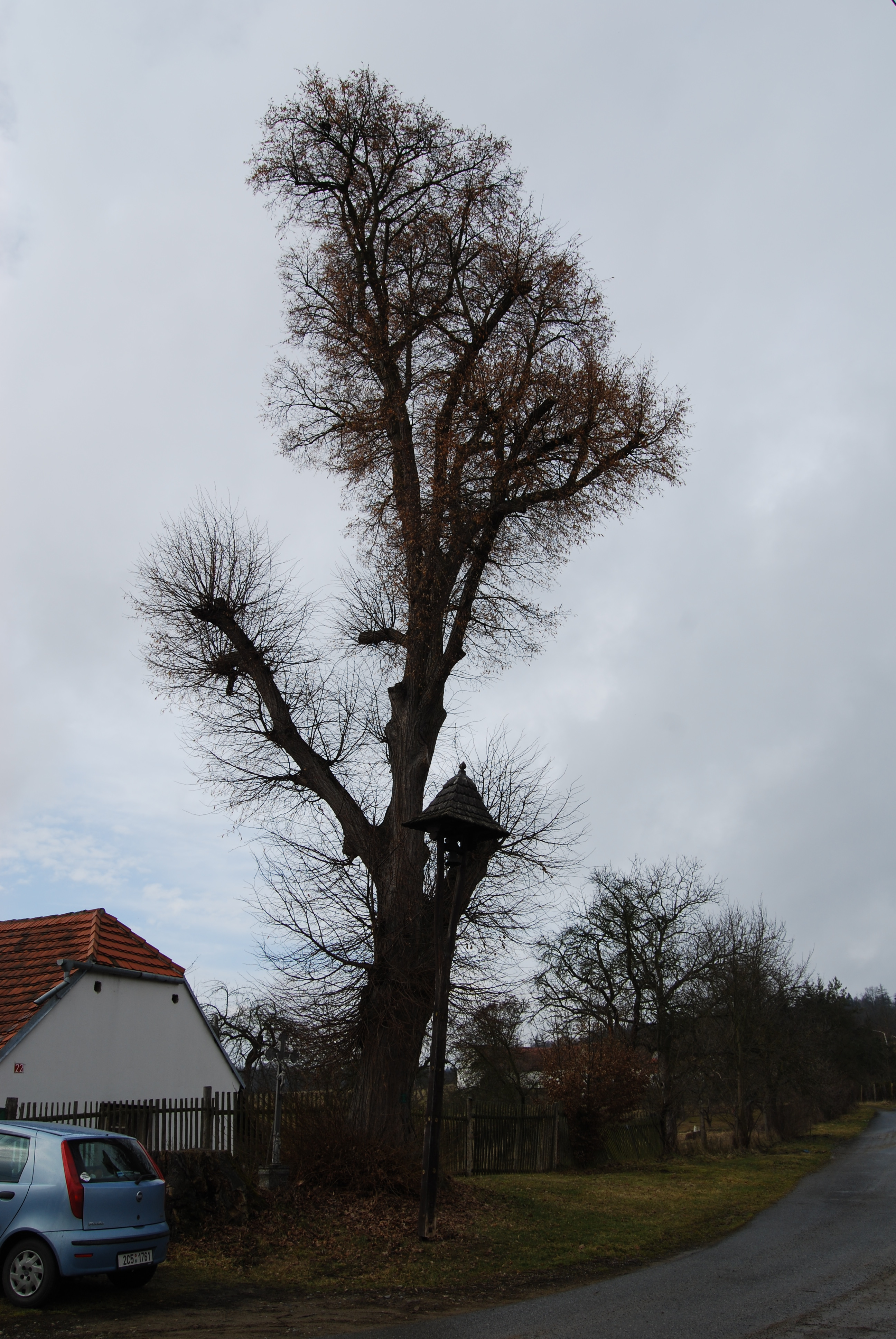
Zvonice a kříž ve vsi
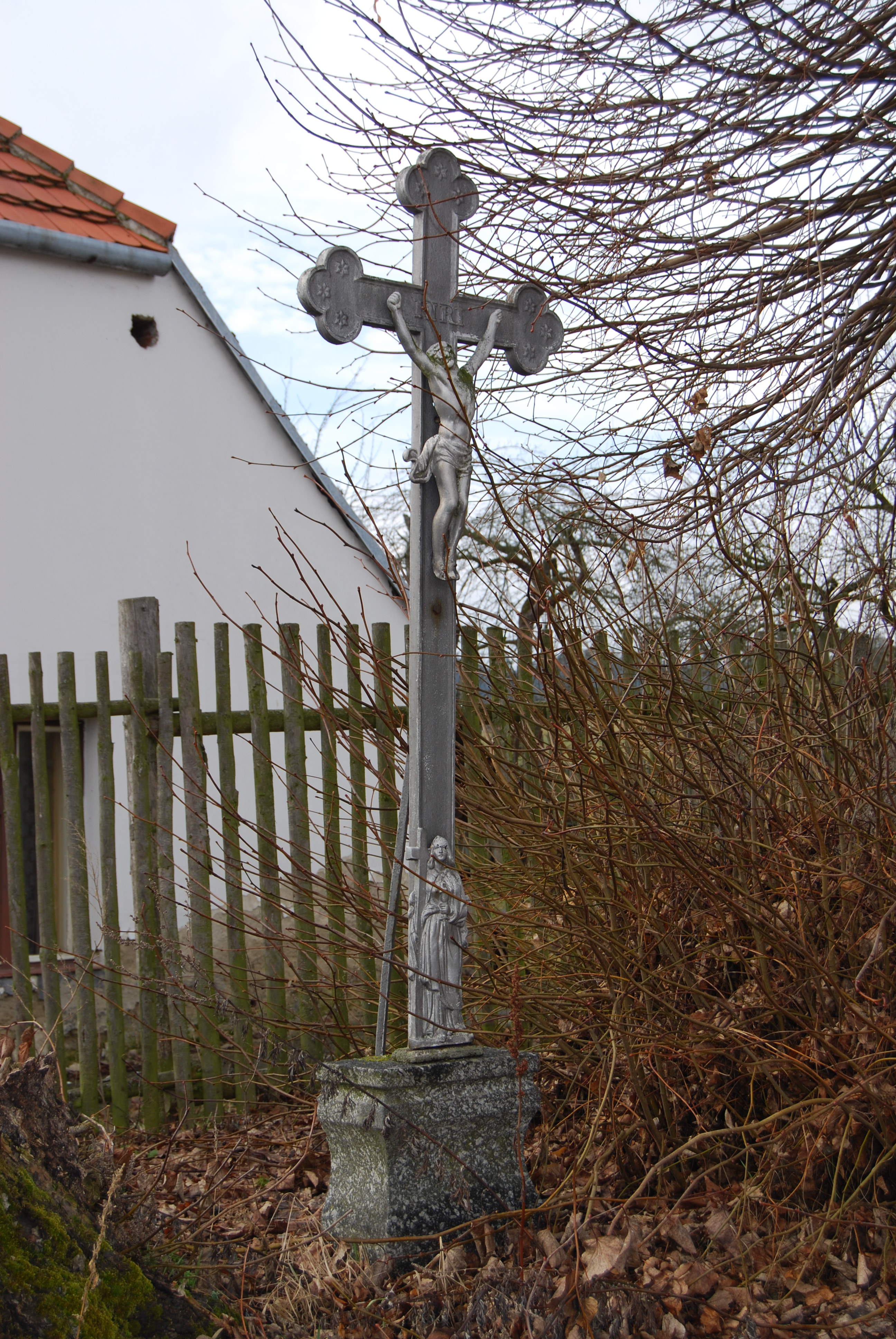
Detail kříže
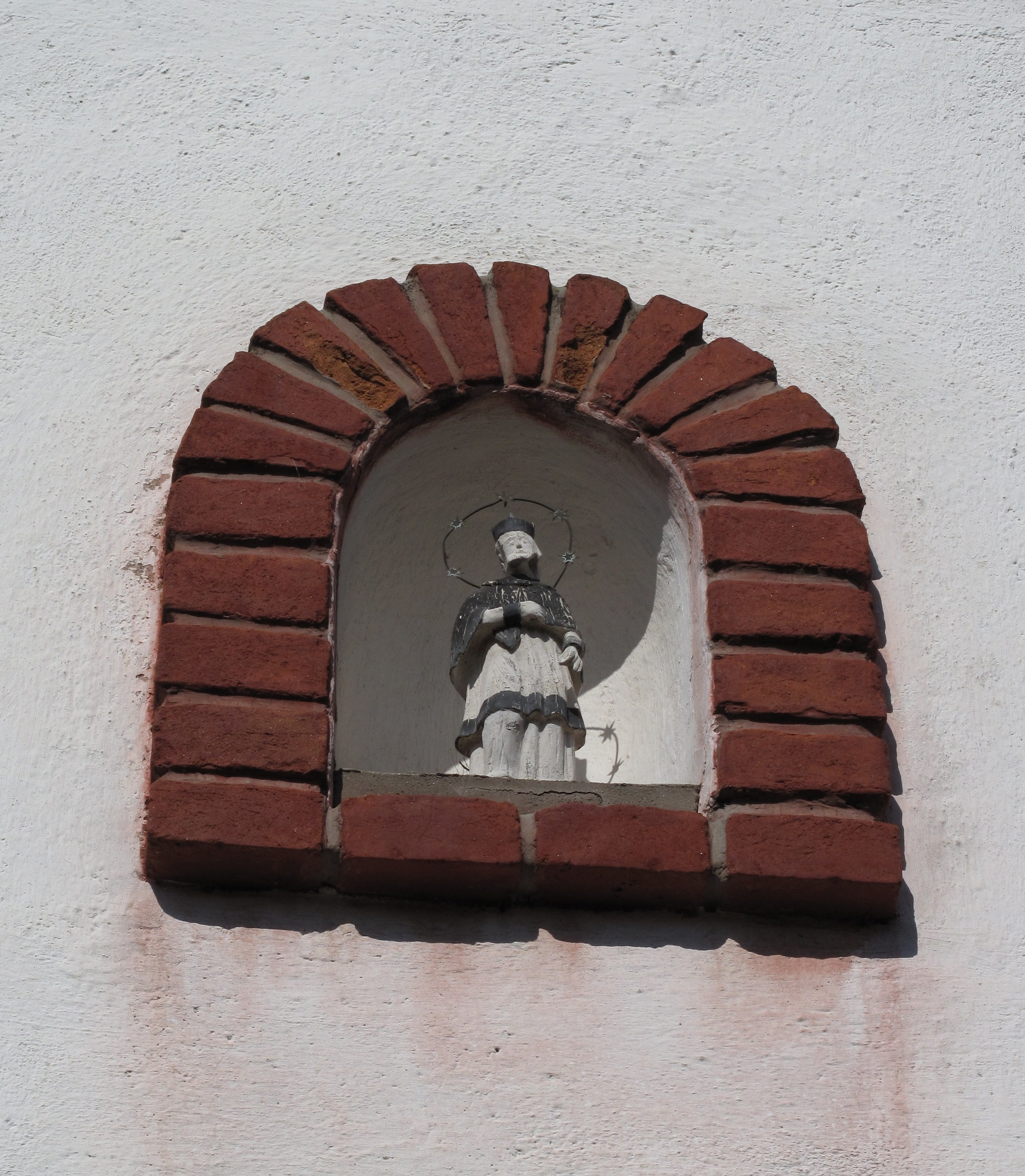
Nika se světcem